# Luigi Traverso
Luigi Traverso (Pozzolo Formigaro, 25 febbraio 1929 – Castiglioncello, 22 giugno 1990) è stato un calciatore italiano, di ruolo centrocampista.

## Caratteristiche tecniche
Esordì sulle fasce, per adattarsi poi a centromediano con compiti difensivi all'approdo all'Alessandria, nel 1954. Il cronista della Stampa Gianni Pignata scrisse dopo le sue prime partite in maglia grigia: «acquistato dal Monteponi per rivestire il ruolo di laterale, si è rivelato un mediocentro coi fiocchi». Ettore Berra parlò di lui come di un «giocatore poco spettacoloso, ma che sa coprire con avvedutezza la sua zona».
Sempre parlando della sua esperienza ad Alessandria, il giornalista Marcello Marcellini vede in lui «lo stopper della squadra. Ottimo colpitore di testa non è altrettanto abile con i piedi, ma sopperisce ai suoi limiti con modestia e spirito di sacrificio».

## Carriera

### Gli esordi nelle serie minori
Fu ceduto nel 1949 dalla Novese al Monteponi d'Iglesias, squadra emergente che in quegli anni conobbe un intenso flusso in entrata di calciatori piemontesi. Giocò titolare per cinque tra le migliori stagioni della storia della piccola realtà sarda, culminate nel primo posto nel torneo di Promozione 1951-1952 che, a causa di una ristrutturazione dei campionati, in quell'anno non garantì la promozione in Serie C ma unicamente l'ammissione alla nascente IV Serie. Traverso venne annoverato dal Corriere dello Sport - Stadio tra i migliori calciatori dei campionati 1950-1951 e 1952-1953.

L'Alessandria 1957-1958; Traverso è l'ultimo in piedi da sinistra.

### Il passaggio all'Alessandria
Nel 1954 venne acquistato dall'Alessandria in cambio dell'attaccante Danilo Marchioro. Debuttò in maglia grigia il 19 settembre 1954, in Alessandria-Brescia 1-0; segnò il suo primo gol l'8 maggio 1955, fissando sul 2-2 il risultato della gara interna contro il Monza.
Tra i grigi giocò senza troppa regolarità a causa di alcuni problemi fisici; ciò nonostante fu tra i titolari dello spareggio di Milano del 23 giugno 1957, che sancì il ritorno in Serie A dei cinerini dopo nove anni, e risultò il giocatore più presente nel successivo campionato 1957-1958. Il suo debutto in A avvenne l'8 settembre 1957, in Alessandria-Fiorentina 1-0, mentre siglò la sua prima rete il successivo 6 ottobre, nel 4-0 inflitto alla Lazio.

### Gli ultimi campionati
Nell'estate 1958, in virtù dell'acquisto del pari ruolo Aldo Dorigo, venne ceduto dall'Alessandria alla Sarom Ravenna, compagine di Serie C.
Giocò una stagione tra i giallorossi, per poi venire richiesto nel settembre del 1959 dalla Lanerossi Vicenza, che lo acquistò per tre milioni di lire e lo riportò in A, come riserva, per un unico campionato.
Dopo quell'annata le notizie su di lui sono incerte e frammentarie. Risulta aver disputato alcune gare con l'Avellino all'inizio del campionato di Serie C 1960-1961; dopo un esordio negativo, uscì dal novero dei titolari nel giro di poche gare. A partire da gennaio 1962 ricomparve in D nelle file della Nuorese, squadra della quale fu contemporaneamente anche allenatore per una frazione di quel travagliato campionato. Si trasferì più avanti in Toscana, a Castiglioncello: militò nella compagine locale e si occupò di scuole calcio; dopo la scomparsa, gli fu dedicato un trofeo giovanile a carattere locale.

## Statistiche

### Presenze e reti nei club
| Stagione                  | Squadra                   | Campionato                | Campionato | Campionato | Coppe nazionali | Coppe nazionali | Coppe nazionali | Totale | Totale |
| Stagione                  | Squadra                   | Comp                      | Pres       | Reti       | Comp            | Pres            | Reti            | Pres   | Reti   |
| ------------------------- | ------------------------- | ------------------------- | ---------- | ---------- | --------------- | --------------- | --------------- | ------ | ------ |
| 1949-1950                 | Monteponi Iglesias        | Prom.                     | ?          | ?          | –               | –               | –               | ?      | ?      |
| 1950-1951                 | Monteponi Iglesias        | Prom.                     | ?          | 2          | –               | –               | –               | ?      | 2      |
| 1951-1952                 | Monteponi Iglesias        | Prom.                     | ?          | ?          | –               | –               | –               | ?      | ?      |
| 1952-1953                 | Monteponi Iglesias        | IV                        | ?          | ?          | –               | –               | –               | ?      | ?      |
| 1953-1954                 | Monteponi Iglesias        | IV                        | ?          | ?          | –               | –               | –               | ?      | ?      |
| Totale Monteponi Iglesias | Totale Monteponi Iglesias | Totale Monteponi Iglesias | ?          | 2+         | –               | –               | –               | ?      | 2+     |
| 1954-1955                 | Alessandria               | B                         | 26         | 1          | –               | –               | –               | 26     | 1      |
| 1955-1956                 | Alessandria               | B                         | 24         | 0          | –               | –               | –               | 24     | 0      |
| 1956-1957                 | Alessandria               | B                         | 12+1       | 5          | –               | –               | –               | 13     | 5      |
| 1957-1958                 | Alessandria               | A                         | 32         | 3          | CI              | 0               | 0               | 32     | 3      |
| Totale Alessandria        | Totale Alessandria        | Totale Alessandria        | 95         | 9          | –               | –               | –               | 95     | 9      |
| 1958-1959                 | Sarom Ravenna             | C                         | 11         | 0          | –               | –               | –               | 11     | 0      |
| 1959-1960                 | Lanerossi Vicenza         | A                         | 13         | 2          | CI              | 0               | 0               | 13     | 2      |
| 1960-1961                 | Avellino                  | C                         | 4          | 0          | –               | –               | –               | 4      | 0      |
| 1961-1962                 | Nuorese                   | D                         | 16         | 1          | –               | –               | –               | 16     | 1      |
| Totale carriera           | Totale carriera           | Totale carriera           | 139+       | 15+        | –               | –               | –               | 139+   | 15+    |